# إفراط في العمل

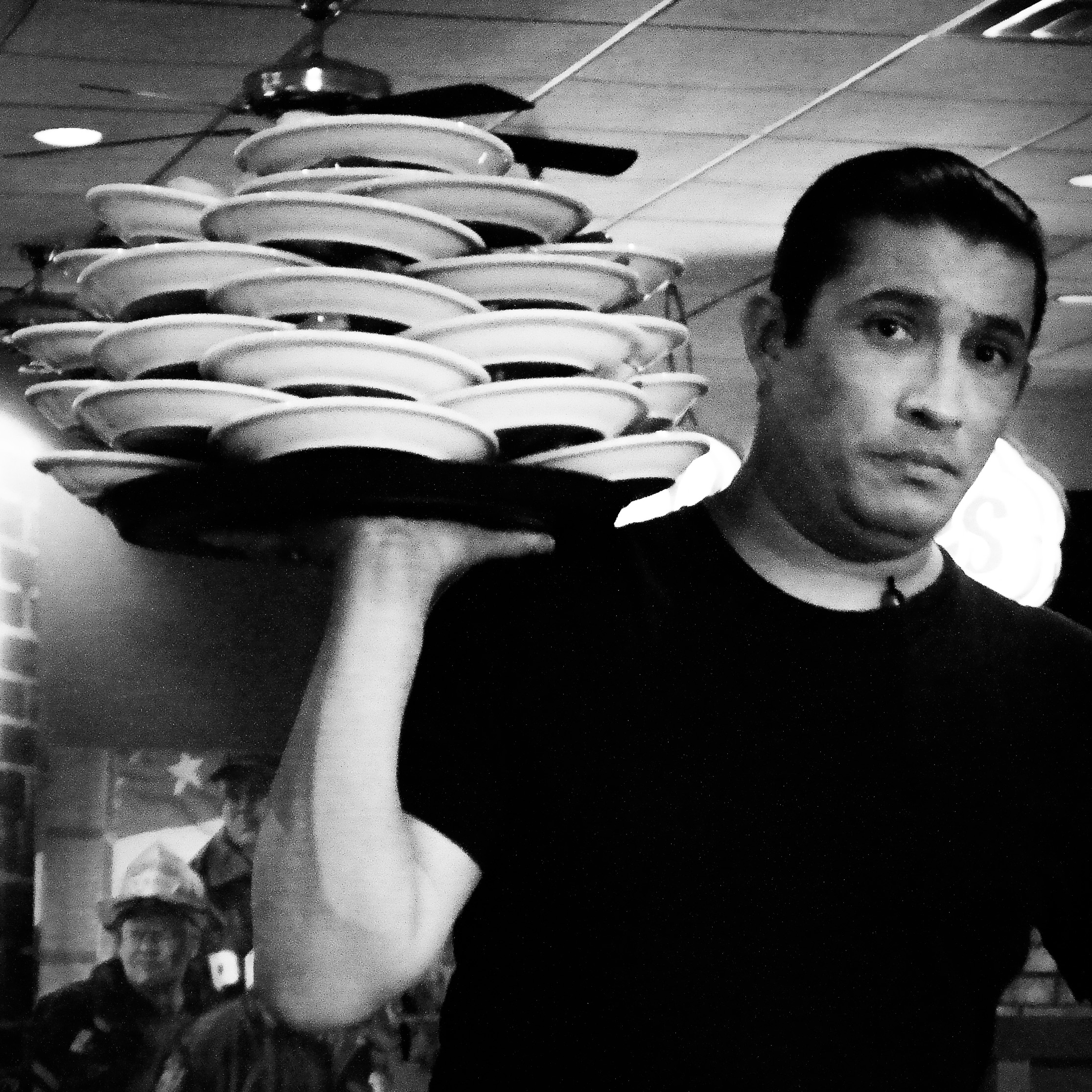
نادل مشغول خلال ذروة العشاء – نموذج للإجهاد المهني في قطاع الضيافة والخدمات

الإفراط في العمل هو التعبير المُستخدم لوصف العمل الجاد أو الشاق أو الطويل. يمكن أن يكون مرتبطًا أيضًا بفعل يتجاوز قوة الفرد أو قدرته، ما يسبب ضغوطًا نفسية و/أو جسدية.
يُعرَّف العمل الإضافي الإجباري بأنه ساعات العمل التي تزيد عن أربعين ساعة في الأسبوع، التي يفرضها صاحب العمل بالتهديد بفقدان الوظيفة أو بأعمال انتقامية أخرى، مثل خفض الرتبة أو التعيين إلى مهام غير مرغوبة أو نوبات العمل. في عام 2016، تعرض 488 مليون شخص لساعات عمل طويلة (≥55 ساعة في الأسبوع)، وتعزى 745194 حالة وفاة و23.3 مليون DALYs إلى ساعات العمل الطويلة. 

## الإرهاق الطوعي
العمل الإضافي الطوعي هو العمل الذي قد يطلبه صاحب العمل من العامل، ولكن لا يُطلب منه العمل ما لم يوافق على القيام به.

## الإرهاق الإجباري
الإرهاق الإجباري هو عندما لا يكون للفرد خيار سِوى العمل أكثر من قدرته، وبعبارة أخرى؛ إن العمل الزائد الإجباري هو عدم وجود السيطرة التي يمارسها العمال للحد بين وقت العمل والوقت الخاص.

## العواقب
يؤدي العمل الإضافي القسري، وأعباء العمل الثقيلة، وسير العمل المتوتر إلى إصابات متكررة ومُنهِكة، وحوادث في أثناء العمل، والتعرض المفرِط للمواد السامة، وظروف العمل الخطِرة الأخرى. أظهرت بعض الدراسات تكاليف العمل الزائد الإجباري. قدَّرت ريج ويليامز وباتريشيا ستراسر، أساتذة التمريض في جامعة ميشيغان، في مجلة الجمعية الأمريكية لممرضات الصحة المهنية أن التكلفة الإجمالية للاكتئاب في العمل كانت تصل إلى 44 مليار دولار. وأشاروا إلى أن العاملين في مجال الرعاية الصحية قد ركزوا اهتمامًا كبيرًا على عوامل الخطر في مكان العمل لأمراض القلب والسرطان والسمنة وأمراض أخرى، ولكن التركيز كان أقل على عوامل الخطر للاكتئاب والتوتر والتغيرات السلبية في الحياة الشخصية والصعوبات في العلاقات الشخصية.

ارتفع متوسط ساعات العمل السنوية للأمريكيين من 1679 في عام 1973 إلى 1878 في عام 2000، وهذا يمثل زيادة قدرها 199 ساعة أو ما يقرب من خمسة أسابيع إضافية من العمل في السنة. يمثل جهد العمل الإجمالي هذا تسعة أسابيع في المتوسط أكثر من العمال الأوروبيين. لذلك، ضمن منطق العمل أكثر لكسب المزيد، يعيش العمال وقتًا عصيبًا ومتعبًا جدًا لإعالة أسرهم. والنتيجة في الواقع هي فائض لا يؤدي غالبًا إلى رواتب عالية. يوجد فئات من العمال يعانون العمل في بيئات غير صحية، ويُصاب العمال الأكثر عُرضة بالإرهاق، وحتى يعيشون مدة أقل.

### التأثيرات العاطفية
يمكن أن تختلف التأثيرات العاطفية للإجهاد، اعتمادًا على حجم العمل، ومستويات الضغط، والمنافسة في مساحة العمل. يمكن أن يشعر الموظفون الذين يقلقون بشأن عدم إنهاء العمل، ومواكبة الوتيرة السريعة؛ بأنهم يغرقون في عبء العمل، وهو شعور يتجلى في التوتر والقلق المزمنين، ما قد يسبب الاكتئاب، ويخلق توترًا في العلاقات الشخصية والعملية. يستمر السلوك حتى لو أدرك العامل أنه ضار شخصيًا، بل إنه ضار بجودة العمل. لقد ثبت أن الإجهاد المصاحب للعمل كثيرًا يؤدي إلى تعاطي المخدرات واضطرابات النوم والقلق، وفي النهاية إلى مشكلات جسدية.

### التأثيرات الجسدية
أحد العلامات الرئيسة التي تشير إلى أن الفرد يعاني من إرهاق؛ عندما يبدأ الإجهاد المرتبط بالعمل يؤثر سلبًا في صحته الجسدية ونمط حياته العام. من السهل التمييز بين أنواع مختلفة من الأعراض الجسدية، مثل: المرض المتكرر بسبب ضعف جهاز المناعة، والاكتئاب، والأرق. كل هذه الأعراض يمكن أن تسبب المزيد من الأخطاء المرتبطة بالإرهاق في العمل وتؤثر في حيواتهم الشخصية.
وفقًا لمايو كلينك، قد تشمل الأعراض الجسدية الأخرى: الصداع، وآلام الرقبة، وآلام أسفل الظهر، والاكتئاب، وتغيرات في الشهية، والتعب المزمن.
أظهرت دراسة عام 2021 نشرتها منظمة الصحة العالمية أن العمل لأكثر من 55 ساعة في الأسبوع، يزيد من خطر الإصابة بالسكتة الدماغية بنسبة 35٪، وخطر الوفاة بأمراض القلب بنسبة 17٪، مقارنة بالعمل 35-40 ساعة في الأسبوع. إضافةً إلى ذلك، وجدت دراسة أجرتها منظمة الصحة العالمية بالتعاون مع منظمة العمل الدولية أن ما يقرب من ثلاثة أرباع الذين ماتوا بسبب إرهاقهم كانوا رجالًا في منتصف العمر أو أكبر سنًا. في كثير من الحالات، حدثت الوفيات في وقت متأخر من الحياة، وأحيانًا بعد عقود، من ساعات العمل الطويلة.